# 鲁容贝罗克天主教大学
鲁容贝罗克天主教大学是一所具有宗教性质的公立大学，位于斯洛伐克鲁容贝罗克。斯洛伐克主教会议和斯洛伐克共和国全国委员会于2000年参与其成立。

## 简介
鲁容贝罗克天主教大学开展的活动主要是在人文、历史、教育、社会和健康科学领域，以及艺术、经济、管理和法律领域。大学于2010年成为国际天主教大学联合会的成员。自2007年以来，大学也一直是欧洲天主教大学联合会(FUCE)的成员。

## 院系
鲁容贝罗克天主教大学有四个学院：
- 神学院（位于科希策）
- 艺术与文学学院
- 教育学院
- 健康学院